# Landázuri (Kolumbien)
Landázuri ist eine Gemeinde (municipio) im Departamento Santander in Kolumbien.

## Geographie
Die Gemeinde Landázuri liegt in der Provinz Carare im Süden von Santander in den kolumbianischen Anden auf einer Höhe von 955 Metern und hat eine Jahresdurchschnittstemperatur von etwa 18 °C. An die Gemeinde grenzen im Norden Puerto Parra, im Osten Vélez, im Süden Bolívar und im Westen Cimitarra.

## Geschichte
Bereits in der Kolonialzeit gab es auf dem Gebiet des heutigen Ortes ein Dorf mit dem Namen Sabana Alta. Der Name änderte sich mehrfach, zunächst zu Paraje de Belisario, dann zu Colonia de Navajas und schließlich erhielt er um 1870 den heutigen Namen, benannt nach José María Landázuri. Seit 1891 war der Ort ein Corregimiento der Gemeinde Bolívar, bevor er 1974 den Status einer eigenen Gemeinde erhielt.

## Wirtschaft
Der wichtigste Wirtschaftszweig in Landázuri ist die Landwirtschaft. Das wichtigste Produkt ist der Kakao, aber auch Rinderproduktion sowie der Anbau von Kaffee, Avocados, Mangos, Mais, Mandarinen, Maniok und Bananen spielen eine Rolle. Zudem gibt es Holzwirtschaft.